# Qianpai
Qianpai (kinesiska: 钱排) är en köping i sydöstra Kina. Den ligger i Xinyi i staden Maoming i provinsen Guangdong, omkring 220 kilometer sydväst om provinshuvudstaden Guangzhou. Antalet invånare är 46 416. Befolkningen består av 22 495 kvinnor och 23 921 män. Barn under 15 år utgör 29,0 %, vuxna 15-64 år 61 %, och äldre över 65 år 8,0 %.